# Баскевич, Исаак Зельманович
Исаак Зельманович Баскевич (1 октября 1918, Симферополь — 30 сентября 1994, Курск) — советский литературный критик, литературовед, филолог и писатель, Участник Великой Отечественной войны. Кандидат филологических наук (1947). Член Союза писателей СССР (1966).

## Биография
Родился 1 октября 1918 года в Симферополе. Окончил литературный факультет Московского института философии, литературы и истории (1941). Во время Великой Отечественной войны в 1942 году записался на фронт добровольцем. Участвовал в строительстве оборонительных сооружений под Ельней. Преподавал в Моздокском учительском институте. Воевал в 1103-м отдельном стрелковом полку рядовым стрелком. Участвовал в боях под Туапсе. Демобилизован после ранения. Работал инструктором ВЛКСМ в Куйбышеве.
С 1943 по 1946 год учился в аспирантуре Московского государственного университета. После окончания МГУ был направлен в Курский педагогический институт, где работал в течение 30 лет. С 1953 года — доцент, а с 1970 года — заведующий кафедрой литературы.
Свою кандидатскую диссертацию защитил в 1947 году по теме творчества писателя Александра Фадеева. В 1966 году вступил в ряды членов Союза писателей СССР.
Публиковался с 1944 года. Являлся сторонником гипотезы Анатолия Танкова о наличии у автора «Слова о полку Игореве» связей с Курщиной. Автор порядка 200 работ. В своих научных работах обращался к теме творчества Максима Горького, Александра Фадеева и Валентина Овечкина и Евгения Носова. Автор книг «Горький в Курске» (Курск, 1959) и «Литературно-краеведческие очерки и этюды». (Воронеж, 1979).
Скончался 30 сентября 1994 года в Курске. Похоронен на Северном кладбище.

## Награды и звания
- Орден Отечественной войны I степени[1]
- Орден Отечественной войны II степени[1]